# Persone di nome Dennis
| Questa pagina contiene informazioni ricavate automaticamente dalle voci biografiche con l'ausilio del template Bio e di un bot. L'aggiornamento è periodico e automatico e ricostruisce completamente la pagina. Se manca una persona in questa lista, sei pregato di non aggiungerla, ma accertati piuttosto che la sua voce biografica contenga il template Bio e che i dati anagrafici siano correttamente compilati. Se il template Bio manca, inseriscilo tu stesso o, in alternativa, metti l'avviso {{tmp\|Bio}} che ne segnala la mancanza. Se i dati riportati sono sbagliati, correggi direttamente la voce biografica; le modifiche saranno visibili in questa lista entro pochi giorni. Per chiarimenti vedi il progetto antroponimi. La lista contiene solo le 263 persone che sono citate nell'enciclopedia e per le quali è stato implementato correttamente il template Bio. Pagina aggiornata al 6 ago 2025. |

Questa è una lista di persone presenti nell'enciclopedia che hanno il nome Dennis, suddivise per attività principale.

## Allenatori di calcio(8)
- Dennis Burnett, allenatore di calcio e ex calciatore inglese (Bermondsey, n. 1944)
- Dennis Butler, allenatore di calcio e ex calciatore inglese (Atherton, n. 1944)
- Dennis Hediger, allenatore di calcio e ex calciatore svizzero (n. 1986)
- Dennis Lawrence, allenatore di calcio e ex calciatore trinidadiano (Morvant, n. 1974)
- Dennis van der Ree, allenatore di calcio e ex calciatore olandese (Rotterdam, n. 1979)
- Dennis Rofe, allenatore di calcio e ex calciatore inglese (Epping, n. 1950)
- Dennis Viollet, allenatore di calcio e calciatore inglese (Manchester, n. 1933 - Jacksonville, † 1999)
- Dennis van Wijk, allenatore di calcio e ex calciatore olandese (Oostzaan, n. 1962)

## Allenatori di football americano(1)
- Dennis Erickson, allenatore di football americano statunitense (Everett, n. 1947)

## Arbitri di calcio(1)
- Dennis Higler, arbitro di calcio olandese (Amersfoort, n. 1985)

## Arcivescovi cattolici(1)
- Dennis Marion Schnurr, arcivescovo cattolico statunitense (Sheldon, n. 1948)

## Artisti(1)
- Dennis Muren, artista e effettista statunitense (Glendale, n. 1946)

## Artisti marziali misti(2)
- Dennis Bermudez, artista marziale misto statunitense (Saugerties, n. 1986)
- Dennis Siver, artista marziale misto tedesco (Omsk, n. 1979)

## Assassini seriali(2)
- Dennis Nilsen, serial killer britannico (Fraserburgh, n. 1945 - York, † 2018)
- Dennis Rader, serial killer statunitense (Pittsburg, n. 1945)

## Astronomi(2)
- Dennis K. Chesney, astronomo statunitense
- Dennis di Cicco, astronomo statunitense (n. 1950)

## Attori(22)
- Dirk Blocker, attore statunitense (Hollywood, n. 1957)
- Dennis Boutsikaris, attore statunitense (Newark, n. 1952)
- Dennis Burkley, attore e doppiatore statunitense (Los Angeles, n. 1945 - Los Angeles, † 2013)
- Dennis Christopher, attore statunitense (Filadelfia, n. 1950)
- Dennis Cole, attore statunitense (Detroit, n. 1940 - Fort Lauderdale, † 2009)
- Dennis Dun, attore statunitense (Stockton, n. 1952)
- Dennis Farina, attore statunitense (Chicago, n. 1944 - Scottsdale, † 2013)
- Dennis Franz, attore statunitense (Maywood, n. 1944)
- Dennis Haskins, attore statunitense (Chattanooga, n. 1950)
- Dennis Haysbert, attore statunitense (San Mateo, n. 1954)
- Dennis Hopper, attore e regista statunitense (Dodge City, n. 1936 - Los Angeles, † 2010)
- Dennis King, attore e cantante britannico (Coventry, n. 1897 - New York, † 1971)
- Dennis Moore, attore statunitense (Fort Worth, n. 1908 - Contea di San Bernardino, † 1964)
- Dennis Miller, attore, conduttore televisivo e conduttore radiofonico statunitense (Pittsburgh, n. 1953)
- Dennis Morgan, attore e cantante statunitense (Prentice, n. 1908 - Fresno, † 1994)
- Dennis O'Keefe, attore statunitense (Fort Madison, n. 1908 - Santa Monica, † 1968)
- Dennis Padilla, attore, comico e regista filippino (Caloocan, n. 1962)
- Dennis Patrick, attore statunitense (Filadelfia, n. 1918 - Hollywood, † 2002)
- Dennis Price, attore britannico (Ruscombe, n. 1915 - Guernsey, † 1973)
- Dennis Quaid, attore, musicista e doppiatore statunitense (Houston, n. 1954)
- Anthony Sharp, attore britannico (Londra, n. 1915 - Londra, † 1984)
- Dennis Cleveland Stewart, attore e ballerino statunitense (Contea di Los Angeles, n. 1947 - Los Angeles, † 1994)

## Bassisti(2)
- Dennis Dunaway, bassista statunitense (Cottage Grove, n. 1946)
- Dennis Ward, bassista e produttore discografico statunitense (Dallas, n. 1967)

## Batteristi(3)
- Dennis Chambers, batterista statunitense (Baltimora, n. 1959)
- Dennis Davis, batterista statunitense (New York, n. 1951 - † 2016)
- Dennis Elliott, batterista britannico (Peckham, n. 1950)

## Bobbisti(1)
- Dennis Field, bobbista britannico († 1940)

## Botanici(1)
- Dennis William Stevenson, botanico statunitense (n. 1942)

## Canoisti(1)
- Dennis Green, canoista australiano (Epping, n. 1931 - Sydney, † 2018)

## Cantanti(6)
- Dennis Brown, cantante giamaicano (Kingston, n. 1957 - Kingston, † 1999)
- Dennis DeYoung, cantante e tastierista statunitense (Chicago, n. 1947)
- Dennis Edwards, cantante statunitense (Fairfield, n. 1943 - Los Angeles, † 2018)
- Fergie Frederiksen, cantante statunitense (Grand Rapids, n. 1951 - Mound, † 2014)
- Dennis Lyxzén, cantante e produttore discografico svedese (Umeå, n. 1972)
- Mr. Probz, cantante e rapper olandese (Zoetermeer, n. 1984)

## Cantautori(4)
- Denny Doherty, cantautore canadese (Halifax, n. 1940 - Mississauga, † 2007)
- Dennis Fantina, cantautore, conduttore radiofonico e personaggio televisivo italiano (Trieste, n. 1976)
- Dennis, cantautore italiano (Settimo Torinese, n. 2002)
- King Kong, cantautore giamaicano (Kingston, n. 1962)

## Cardinali(1)
- Dennis Dougherty, cardinale e arcivescovo cattolico statunitense (Ashland, n. 1865 - Filadelfia, † 1951)

## Cestisti(27)
- Dennis Awtrey, ex cestista statunitense (Hollywood, n. 1948)
- Dennis Bell, ex cestista statunitense (Cincinnati, n. 1951)
- Dennis Boyd, ex cestista statunitense (Portsmouth, n. 1954)
- Dennis Clifford, cestista statunitense (Bridgewater, n. 1992)
- Dennis Donkor, cestista belga (Anversa, n. 1991)
- Dennis DuVal, ex cestista statunitense (Westbury, n. 1952)
- Dennis Grey, ex cestista statunitense (San Diego, n. 1947)
- Dennis Hamilton, cestista statunitense (Huntington Beach, n. 1944 - Chandler, † 2012)
- D.J. Harrison, ex cestista statunitense (Filadelfia, n. 1979)
- D.J. Hogg, cestista statunitense (Columbus, n. 1996)
- Denny Holman, ex cestista statunitense (n. 1945)
- Dennis Hopson, ex cestista e allenatore di pallacanestro statunitense (Toledo, n. 1965)
- Dennis Horner, ex cestista statunitense (Linwood, n. 1988)
- Dennis Johnson, cestista e allenatore di pallacanestro statunitense (San Pedro, n. 1954 - Austin, † 2007)
- Dennis Kramer, cestista statunitense (Colonia, n. 1992 - Barterode, † 2023)
- Mo Layton, ex cestista statunitense (Newark, n. 1948)
- Dennis Mims, ex cestista statunitense (Morganton, n. 1980)
- Dennis Nawrocki, cestista tedesco (Braunschweig, n. 1992)
- Dennis Nutt, ex cestista e allenatore di pallacanestro statunitense (Little Rock, n. 1963)
- Dennis Rodman, ex cestista e allenatore di pallacanestro statunitense (Trenton, n. 1961)
- Dennis Schröder, cestista tedesco (Braunschweig, n. 1993)
- Dennis Scott, ex cestista e dirigente sportivo statunitense (Hagerstown, n. 1968)
- D.J. Seeley, cestista statunitense (Redding, n. 1989)
- Dennis Smith, cestista statunitense (Godwin, n. 1997)
- Dennis Stewart, cestista e allenatore di pallacanestro statunitense (Steelton, n. 1947 - † 2022)
- Dennis Van Zant, ex cestista statunitense (n. 1952)
- Dennis Wuycik, ex cestista statunitense (Ambridge, n. 1950)

## Chitarristi(3)
- Dennis Coffey, chitarrista statunitense (Detroit, n. 1940)
- Dennis Danell, chitarrista e produttore discografico statunitense (Seattle, n. 1961 - Costa Mesa, † 2000)
- Dennis Stratton, chitarrista, cantante e compositore britannico (Londra, n. 1952)

## Ciclisti su strada(1)
- Dennis van Winden, ex ciclista su strada olandese (Delft, n. 1987)

## Conduttori radiofonici(1)
- Dennis Prager, conduttore radiofonico, opinionista e scrittore statunitense (New York City, n. 1948)

## Cornisti(1)
- Dennis Brain, cornista britannico (Londra, n. 1921 - Hatfield, † 1957)

## Culturisti(1)
- Dennis Wolf, culturista tedesco (Tokmok, n. 1978)

## Designer(1)
- Dennis Hwang, designer statunitense (Knoxville, n. 1978)

## Diplomatici(1)
- Dennis Francis, diplomatico trinidadiano (n. 1956)

## Direttori d'orchestra(1)
- Dennis Russell Davies, direttore d'orchestra e pianista statunitense (Toledo, n. 1944)

## Dirigenti sportivi(2)
- Dennis Bergkamp, dirigente sportivo, allenatore di calcio e ex calciatore olandese (Amsterdam, n. 1969)
- Dennis Wise, dirigente sportivo, allenatore di calcio e ex calciatore inglese (Londra, n. 1966)

## Disc jockey(2)
- Dennis Alcapone, disc jockey e beatmaker giamaicano (Clarendon, n. 1947)
- Special D, disc jockey tedesco (Amburgo, n. 1980)

## Doppiatori(1)
- Dennis Schmidt-Foß, doppiatore e attore tedesco (Aschaffenburg, n. 1970)

## Drammaturghi(1)
- Dennis Kelly, commediografo, sceneggiatore e librettista britannico (Londra, n. 1970)

## Economisti(1)
- Dennis Robertson, economista inglese (Lowestoft, n. 1890 - Cambridge, † 1963)

## Fisici(1)
- Dennis William Sciama, fisico britannico (Manchester, n. 1926 - Oxford, † 1999)

## Fotografi(1)
- Dennis Stock, fotografo e giornalista statunitense (New York, n. 1928 - Sarasota, † 2010)

## Fumettisti(1)
- Dennis O'Neil, fumettista, scrittore e curatore editoriale statunitense (St. Louis, n. 1939 - † 2020)

## Giocatori di baseball(2)
- Dan Brouthers, giocatore di baseball statunitense (Sylvan Lake, n. 1858 - East Orange, † 1932)
- Dennis Eckersley, ex giocatore di baseball statunitense (Oakland, n. 1954)

## Giocatori di calcio a 5(2)
- Dennis Berthod, giocatore di calcio a 5 italiano (Aosta, n. 2003)
- Dennis Obeng, giocatore di calcio a 5 e calciatore norvegese (Oslo, n. 1988)

## Giocatori di curling(1)
- Dennis Ghezze, giocatore di curling italiano (Cortina d'Ampezzo, n. 1962)

## Giocatori di football americano(21)
- Dennis Allen, ex giocatore di football americano e allenatore di football americano statunitense (Hurst, n. 1972)
- Dennis Boyd, ex giocatore di football americano statunitense (Washington, n. 1955)
- Dennis Brown, ex giocatore di football americano statunitense (Los Angeles, n. 1967)
- Dennis Byrd, giocatore di football americano statunitense (Pleasant Garden, n. 1946 - Charlotte, † 2010)
- Dennis Daley, giocatore di football americano statunitense (Fort Lauderdale, n. 1996)
- Dennis Smith, ex giocatore di football americano statunitense (Santa Monica, n. 1959)
- Dennis Dixon, giocatore di football americano statunitense (Oakland, n. 1985)
- Dennis Gentry, ex giocatore di football americano statunitense (Lubbock, n. 1959)
- Dennis Isberg, giocatore di football americano svedese (n. 1999)
- Dennis Kelly, giocatore di football americano statunitense (Chicago Heights, n. 1990)
- Dennis McKinnon, ex giocatore di football americano statunitense (Quitman, n. 1961)
- Dennis Morrison, ex giocatore di football americano statunitense (Pico Rivera, n. 1951)
- Dennis Nelson, ex giocatore di football americano statunitense (Kewanee, n. 1946)
- Dennis Norman, ex giocatore di football americano statunitense (Filadelfia, n. 1980)
- Dennis Pitta, giocatore di football americano statunitense (Fresno, n. 1985)
- D.J. Reed, giocatore di football americano statunitense (Bakersfield, n. 1996)
- Dennis Shaw, ex giocatore di football americano statunitense (Los Angeles, n. 1947)
- Dennis Tasic, giocatore di football americano ungherese
- Dennis Wiehberg, ex giocatore di football americano tedesco (Berlino, n. 1985)
- D.J. Wonnum, giocatore di football americano statunitense (n. 1997)
- Dennis Zimmermann, ex giocatore di football americano tedesco (n. 1981)

## Giocatori di snooker(1)
- Dennis Taylor, giocatore di snooker britannico (Coalisland, n. 1949)

## Hockeisti su ghiaccio(4)
- Dennis Endras, hockeista su ghiaccio tedesco (Immenstadt im Allgäu, n. 1985)
- Dennis Hull, ex hockeista su ghiaccio canadese (Pointe Anne, n. 1944)
- Dennis Rasmussen, hockeista su ghiaccio svedese (Västerås, n. 1990)
- Dennis Seidenberg, hockeista su ghiaccio tedesco (Villingen-Schwenningen, n. 1981)

## Hockeisti su prato(1)
- Dennis Eagan, hockeista su prato britannico (Quetta, n. 1926 - † 2012)

## Imprenditori(1)
- Dennis Tito, imprenditore e astronauta statunitense (Queens, n. 1940)

## Informatici(1)
- Dennis Ritchie, informatico statunitense (Bronxville, n. 1941 - Berkeley Heights, † 2011)

## Ingegneri(2)
- Dennis Gabor, ingegnere, fisico e inventore ungherese (Budapest, n. 1900 - Londra, † 1979)
- Dennis Klatt, ingegnere statunitense (Milwaukee, n. 1938 - Cambridge, † 1988)

## Kickboxer(1)
- Dennis Alexio, ex kickboxer e attore statunitense (Vacaville, n. 1959)

## Lottatori(2)
- Dennis Hall, lottatore statunitense (Milwaukee, n. 1971)
- Dennis Koslowski, ex lottatore statunitense (Watertown, n. 1959)

## Maratoneti(1)
- Dennis Kimetto, maratoneta keniota (Eldoret, n. 1984)

## Matematici(1)
- Dennis Sullivan, matematico statunitense (Port Huron, n. 1941)

## Musicisti(2)
- Dennis Bovell, musicista e produttore discografico barbadiano (Saint Peter, n. 1953)
- Dennis Wilson, musicista, cantante e attore statunitense (Inglewood, n. 1944 - Marina del Rey, † 1983)

## Nuotatori(1)
- Dennis González Boneu, nuotatore artistico spagnolo (Rubí, n. 2004)

## Pallanuotisti(1)
- Dennis Pappas, pallanuotista sudafricano (n. 1915 - Wynberg, † 1984)

## Pallavolisti(1)
- Dennis Del Valle, pallavolista portoricano (San Juan, n. 1989)

## Pattinatori di short track(1)
- Dennis Visser, pattinatore di short track olandese (Sneek, n. 1995)

## Performance artist(1)
- Dennis Oppenheim, performance artist statunitense (Electric City, n. 1938 - New York, † 2011)

## Piloti automobilistici(3)
- Dennis Olsen, pilota automobilistico norvegese (Våler, n. 1996)
- Dennis Hauger, pilota automobilistico norvegese (Oslo, n. 2003)
- Duke Nalon, pilota automobilistico statunitense (Chicago, n. 1913 - Indianapolis, † 2001)

## Piloti di rally(1)
- Dennis Kuipers, pilota di rally olandese (Almelo, n. 1985)

## Piloti motociclistici(1)
- Dennis Foggia, pilota motociclistico italiano (Roma, n. 2001)

## Pittori(1)
- Dennis Miller Bunker, pittore statunitense (New York, n. 1861 - Boston, † 1890)

## Poeti(1)
- Dennis Joseph Enright, poeta e romanziere britannico (Leamington Spa, n. 1920 - Londra, † 2002)

## Politici(8)
- Dennis Archer, politico statunitense (Detroit, n. 1942)
- Dennis Daugaard, politico statunitense (Garretson, n. 1953)
- Dennis DeConcini, politico e avvocato statunitense (Tucson, n. 1937)
- Dennis Heck, politico statunitense (Vancouver, n. 1952)
- Dennis Kucinich, politico e ambientalista statunitense (Cleveland, n. 1946)
- Dennis Moore, politico e avvocato statunitense (Anthony, n. 1945 - Overland Park, † 2021)
- Denny Rehberg, politico statunitense (Billings, n. 1955)
- Dennis Ross, politico statunitense (Lakeland, n. 1959)

## Pugili(1)
- Dennis Shepherd, pugile sudafricano (Johannesburg, n. 1926 - Johannesburg, † 2006)

## Rapper(2)
- Ghostface Killah, rapper statunitense (New York, n. 1970)
- Tion Wayne, rapper e disc jockey britannico (Londra, n. 1993)

## Registi(4)
- Dennis Dugan, regista e attore statunitense (Wheaton, n. 1946)
- Dennis Gansel, regista tedesco (Hannover, n. 1973)
- Dennis O'Rourke, regista australiano (Brisbane, n. 1945 - † 2013)
- Dennis Smith, regista, autore televisivo e direttore della fotografia statunitense

## Sceneggiatori(1)
- Dennis Potter, sceneggiatore e giornalista inglese (Berry Hill, n. 1935 - Ross-on-Wye, † 1994)

## Scenografi(1)
- Dennis Gassner, scenografo canadese (Vancouver, n. 1948)

## Schermidori(1)
- Dennis Bauer, schermidore tedesco (Coblenza, n. 1980)

## Scialpinisti(1)
- Dennis Brunod, scialpinista e fondista di corsa in montagna italiano (Aosta, n. 1978)

## Sciatori alpini(1)
- Dennis McCoy, ex sciatore alpino statunitense (Bishop, n. 1945)

## Scrittori(3)
- Dennis Cooper, scrittore e poeta statunitense (Pasadena, n. 1953)
- Dennis Lehane, scrittore, sceneggiatore e produttore televisivo statunitense (Dorchester, n. 1965)
- Dennis Wheatley, scrittore inglese (Londra, n. 1897 - † 1977)

## Scrittori di fantascienza(1)
- D. F. Jones, scrittore di fantascienza britannico (Londra, n. 1918 - Londra, † 1981)

## Siepisti(1)
- Dennis Coates, ex siepista e ex mezzofondista britannico (n. 1953)

## Stuntman(1)
- Dennis Madalone, stuntman e attore statunitense (n. 1954)

## Taekwondoka(1)
- Dennis Bekkers, taekwondoka olandese ('s-Hertogenbosch, n. 1980)

## Tennisti(4)
- Dennis Novak, tennista austriaco (Wiener Neustadt, n. 1993)
- Dinny Pails, tennista australiano (Nottingham, n. 1921 - Sydney, † 1986)
- Dennis Ralston, tennista statunitense (Bakersfield, n. 1942 - Austin, † 2020)
- Dennis van Scheppingen, ex tennista olandese (Mijdrecht, n. 1975)

## Teologi(1)
- Dennis Nineham, teologo britannico (n. 1921 - † 2016)

## Tiratori a segno(1)
- Dennis Fenton, tiratore a segno statunitense (Ballincota, n. 1888 - San Diego, † 1954)

## Triatleti(1)
- Dennis Looze, triatleta olandese (Zaandam, n. 1972)

## Velisti(1)
- Dennis Conner, velista statunitense (San Diego, n. 1942)

## Velocisti(2)
- Dennis Johnson, velocista giamaicano (Kingston, n. 1939 - † 2021)
- Dennis Mitchell, ex velocista statunitense (Havelock, n. 1966)

## Vescovi cattolici(2)
- Dennis Joseph Sullivan, vescovo cattolico statunitense (New York, n. 1945)
- Dennis Gerard Walsh, vescovo cattolico statunitense (Lima, n. 1965)

## Wrestler(3)
- Dennis Condrey, wrestler statunitense (Florence, n. 1952)
- Phineas I. Godwinn, ex wrestler statunitense (Orlando, n. 1968)
- Johnny Powers, wrestler e imprenditore canadese (Hamilton, n. 1943 - West Lincoln, † 2022)

## Senza attività specificata(1)
- Stalking Cat, statunitense (Flint, n. 1958 - Tonopah, † 2012)